# Oberndorf (Baixa Saxônia)
Oberndorf é um município da Alemanha localizado no distrito de Cuxhaven, estado de Baixa Saxônia.
Pertence ao Samtgemeinde de Am Dobrock.